# Lukas Nmecha
Lukas Nmecha (Hamburgo, 14 de diciembre de 1998) es un futbolista alemán que juega en la demarcación de delantero para el Leeds United F. C. de la Premier League de Inglaterra.

## Biografía
Tras formarse desde los ocho años en las filas inferiores del Manchester City F. C., finalmente en 2017 ascendió al primer club, haciendo su debut el 19 de diciembre en un encuentro de la Copa de la Liga de Inglaterra 2017-18 contra el Leicester City F. C., donde anotó un penalti en la tanda final del partido. Su debut en la Premier League se realizó el 29 de abril de 2018 en un partido contra el West Ham United F. C. al sustituir a Gabriel Jesus. El 9 de agosto de 2018 el Manchester City F. C. lo cedió al Preston North End. En agosto de 2019 fue prestado al VfL Wolfsburgo durante un año; sin embargo, en enero fue cancelada la cesión y se marchó hasta final de temporada al Middlesbrough F. C., también en condición de préstamo. En agosto de 2020 su destino fue el R. S. C. Anderlecht, donde jugaría cedido la temporada 2020-21. Después de esta última cesión abandonó definitivamente la entidad mancuniana tras ser traspasado al VfL Wolfsburgo.
Su segunda etapa en el conjunto alemán, en la que marcó 19 goles en 73 partidos, finalizó en junio de 2025 al expirar su contrato. Entonces regresó a Inglaterra para jugar en el Leeds United F. C. dos temporadas.

## Selección nacional
Tras haber representado a Inglaterra en categorías inferiores, en la categoría sub-21 decidió jugar con Alemania, marcando el único gol en la final de la Eurocopa Sub-21 de 2021. El 5 de noviembre de ese año fue convocado por primera vez con la selección absoluta de Alemania para los encuentros de clasificación para el Mundial 2022 ante Liechtenstein y Armenia.

## Clubes
Actualizado al último partido disputado el 17 de mayo de 2025.
| Club                             | País       | Año       | Partidos | Goles |
| -------------------------------- | ---------- | --------- | -------- | ----- |
| Manchester City F. C.            | Inglaterra | 2017-2018 | 3        | 0     |
| Preston North End F. C. (cedido) | Inglaterra | 2018-2019 | 44       | 4     |
| VfL Wolfsburgo (cedido)          | Alemania   | 2019-2020 | 12       | 0     |
| Middlesbrough F. C. (cedido)     | Inglaterra | 2020      | 13       | 0     |
| R. S. C. Anderlecht (cedido)     | Bélgica    | 2020-2021 | 41       | 21    |
| VfL Wolfsburgo                   | Alemania   | 2021-2025 | 73       | 19    |
| Leeds United F. C.               | Inglaterra | 2025-     |          |       |

## Palmarés

### Títulos internacionales
| Título          | Club (*)        | Sede                | Año  |
| --------------- | --------------- | ------------------- | ---- |
| Eurocopa Sub-21 | Alemania sub-21 | Hungría · Eslovenia | 2021 |

(*) Incluyendo la selección.